# Ashton (Illinois)
Ashton – wieś w Stanach Zjednoczonych, w stanie Illinois, w hrabstwie Lee.